# Luigi Petrini
Luigi Petrini, né le 7 décembre 1934 à Rome et mort le 12 juin 2010  dans la même ville, est un réalisateur et scénariste italien.

## Biographie
Réalisateur et scénariste principalement actif dans les années 1960 et 1970, Luigi Petrini a souvent collaboré avec le réalisateur et producteur Angelo Pannacciò, avec qui il a fondé une petite maison de production.

## Filmographie

### Réalisateur
- 1964 : Histoire nocturne (Una storia di notte)
- 1965 : Le sedicenni
- 1967 : Au son du fusil (A suon di lupara)
- 1970 : Les Chercheuses de plaisir (La ragazza dalle mani di corallo)
- 1971 : La ragazza dalle mani di corallo
- 1974 : Scusi, si potrebbe evitare il servizio militare?... No! (it)
- 1976 : C'è una spia nel mio letto
- 1977 : Opération K (Operazione Kappa: sparate a vista)
- 1977 : Ring (it)
- 1979 : White Pop Jesus